# Cửa sổ
Cửa sổ là bộ phận trên tường, cánh cửa, hoặc mái của một tòa nhà, hoặc trên vách của phương tiện giao thông, chủ yếu để thông khí hoặc thông quang đưa ánh sáng và không khí ngoài trời vào không gian bên trong. Cửa sổ còn được dùng để trang trí, tạo sự cân đối và họa tiết cho công trình kiến trúc. Đối với cửa sổ chưa đóng hoặc không thể đóng lại, âm thanh cũng có thể lan vào không gian bên trong. Khác với cửa ra vào, cửa sổ không có chủ đích để con người có thể ra vào dễ dàng. Khung cửa sổ thường có thêm song cửa hoặc những thiết kế trang trí cố định khác nhằm hạn chế kích thước của những vật có thể luồn qua cửa sổ.
Cửa sổ ngày nay thường có mặt kính hoặc các vật liệu trong suốt khác bít lại và cố định bằng khung được làm từ gỗ, nhôm, nhựa, thép hoặc những vật liệu khác, ngăn cách không gian nội thất với môi trường bên ngoài để các yếu tố thời tiết như gió, tuyết, mưa... không ảnh hưởng đến bên trong. Cửa sổ được thiết kế để có thể mở ra theo nhiều hướng (với những cánh cửa tựa như những cánh cửa ra vào thu nhỏ) hoặc cố định, không thể đóng mở được như những ô cửa sổ kính màu, là một yếu tố quan trọng trong một số phong cách kiến trúc của nhà thờ Công giáo, Thánh đường Hồi giáo.
Ngoài khung cửa và cánh cửa, cửa sổ có thể được lắp thêm rèm cửa hoặc mành.
Bên cạnh sự hiện diện ở các công trình kiến trúc, cửa sổ cũng thường là một phần quan trọng trong nhiều loại phương tiện giao thông như ô tô, phương tiện giao thông công cộng, đường sắt, hàng không, tàu, thuyền, v.v...